# Алдоар
Алдоа́р (порт. Aldoar)  —  район (фрегезия) в Португалии,  входит в округ Порту. Является составной частью муниципалитета  Порту. Находится в составе крупной городской агломерации Большой Порту. По старому административному делению входил в провинцию Дору-Литорал. Входит в экономико-статистический  субрегион Большой Порту, который входит в Северный регион. Население составляет 13 957 человек на 2001 год. Занимает площадь 2,36 км².
Покровителем района считается Мартин Турский (порт. São Martinho).